# Elisabeth Kirchler
Elisabeth »Lisi« Kirchler-Riml, avstrijska alpska smučarka, * 17. november 1963, Schwaz.
Nastopila je na olimpijskih igrah 1984 in 1988, kjer je bila osma in deveta v smuku ter petnajsta v superveleslalomu. Na svetovnih prvenstvih je osvojila srebrno medaljo v veleslalomu leta 1985. V svetovnem pokalu je tekmovala devet sezon med letoma 1981 in 1989 ter dosegla štiri zmage in še devet uvrstitev na stopničke. V skupnem seštevku svetovnega pokala se je najvišje uvrstila na četrto mesto leta 1983, ko je bila tudi druga v kombinacijskem in tretja v smukaškem seštevku. Leta 1985 je bila izbrana za avstrijsko športnico leta.